# Albumares
Albumares é um gênero tri-radialmente simétrico que viveu no fundo do mar do Ediacarano.

## Etimologia
O nome genérico Albumares deriva do Álbum Latin Mare (Mar Branco). O nome específico homenageia Elizabeth P. Bruns, uma geóloga russa do início do século XX conhecida por sua extensa e importante pesquisa da estratigrafia do Pré-cambriano Superior da Rússia europeia.

## Ocorrência
Os fósseis de Albumares são conhecidos a partir de depósitos na Formação Verkhovka no Rio Syuzma, na Península Onega do Mar Branco, região de Arkhangelsk, Rússia. Existem relatos sobre fósseis de Albumares no Quartzito Rawnslay, Flinders Ranges no Sul da Austrália, mas as fotografias ou a descrição desses fósseis ainda não foram publicadas.

## Descrição
Os fósseis de Albumares são preservados como impressões baixas e negativas nas bases de camadas de arenito. O fóssil exibe uma forma circular, semelhante a um trifólio (três lóbulos) e é coberto por três sulcos ramificados dendríticos e três cristas ovais que irradiam do centro. Os lóbulos são torcidos em espirais fracas. Os diâmetros de amostras conhecidas variam de 8 a 15 milímetros. 

## Reconstrução e Afinidade
Albumares foi originalmente descrito por Mikhail Fedonkin como uma água-viva cifozoária de natação livre . Os sulcos ramificados no fóssil foram interpretados como impressões de um sistema de canais radiais internos e tentáculos ao longo da margem externa do fóssil, com as três cristas ovais descritas como impressões de lóbulos da boca ou gônadas. 
Mais tarde, com a descoberta da Anfesta intimamente relacionada e com suas aparentes afinidades com o Tribrachidium, Fedonkin nomeou esses animais para os Trilobozoários, um grupo extinto de animais semelhantes a celenterados tri-radialmente simétricos que apenas superficialmente se assemelhavam a cnidários. Originalmente, Trilobozoa foi estabelecido como uma classe no filo Coelenterata, mas como Coelenterata foi dividido em dois filos separados (Cnidaria e Ctenophora) o próprio Trilobozoa foi promovido ao nível de filo. 
De acordo com as pesquisas mais recentes, Albumares era um organismo bentônico de corpo mole que temporariamente se fixou (mas não aderiu) ao substrato de seu habitat(tapetes microbianos). Este fóssil normalmente é exibido como uma impressão da parte superior do corpo do animal, e muitas vezes alguns elementos de sua estrutura interna podem ser discernidos. Os sulcos ramificados no fóssil são impressões de sulcos radiais na superfície do animal, enquanto as três cristas na parte central do fóssil são impressões de cavidades dentro do corpo. Presumivelmente, esse sistema de ranhuras e cavidades pode estar relacionado à coleta e digestão de partículas de alimentos.